# منتخب إستونيا لكرة الطائرة للرجال
منتخب إستونيا الوطني لكرة الطائرة للرجال (بالإستونية: Eesti võrkpallikoondis)‏ هو ممثل إستونيا الرسمي في المنافسات الدولية في كرة طائرة في فئة كرة الطائرة للرجال.